# Číhaná (Bochov)

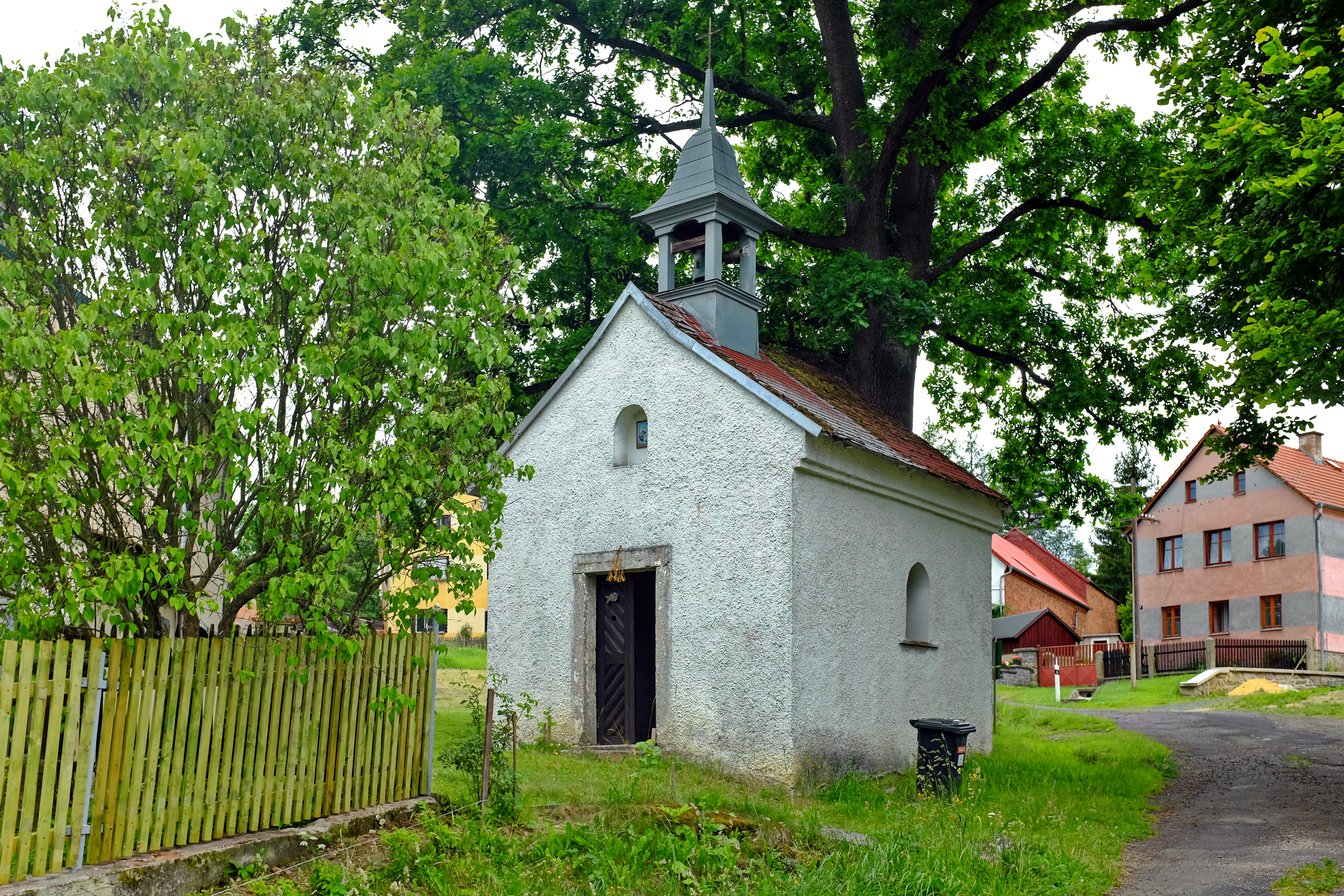
Kapelle St. Johannes und Paul

Číhaná (tschechisch früher auch Čis, deutsch Tschies) ist ein Ortsteil der Gemeinde Bochov (Buchau) im Okres Karlovy Vary (Bezirk Karlsbad) in Tschechien.

## Lage
Nachbarorte sind Javorná (Gabhorn) im Nordwesten, Český Chloumek (Böhmisch Kilmes) im Südwesten, Německý Chloumek (Deutsch Kilmes) im Norden, Mirotice (Miroditz) im Südosten und   Svinov (Schwinau) im Süden. 

## Geschichte
Am 4. Oktober 1642 kaufte Herzog Julius Heinrich von Sachsen-Lauenburg  Tschies für 4000 Gulden von Leonhard Wilhelm von Steinsdorf und verleibte das Gut der Herrschaft Theusing ein. 1666 erbte die Herrschaft dessen Sohn Herzog Julius Franz und 1689 dessen Tochter Franziska Sybilla Augusta, die den Besitz ihrem Mann Markgraf Ludwig Wilhelm von Baden-Baden hinterließ. Letzterer erhob die Herrschaften Theusing, Schlackenwerth und Udritsch zu einem Fideikomiß. Nachdem Markgraf August Georg Simpert 1771 kinderlos gestorben war, wurde die Herrschaft von Kaiserin Maria Theresia, in ihrer Eigenschaft als böhmische Königin, Prinzessin Elisabeth Augusta von Baden-Baden auf Lebenszeit zur Nutzung zugesprochen. Darauf an die k. k. Hofkammer gefallen, kaufte die Herrschaft Fürst Johann Nepomuk und 1789 dessen Sohn Fürst Joseph zu Schwarzenberg. Am 11. September 1837 kam die Herrschaft zur öffentlichen Versteigerung und wurde von Herzog Alfred von Beaufort-Spontini erstanden. 1847 zählte Tschies 29 Häuser mit 178 katholischen Einwohnern. Tschies war nach Buchau in der früheren Herrschaft Gießhübel gepfarrt.
Die Patrimonialgerichtsbarkeit wurde im Kaisertum Österreich nach den Revolutionsjahren 1848/49 aufgehoben. Seit 1850 gehörte die Gemeinde zum Gerichtsbezirk Buchau und im Zuge der Trennung der politischen von der judikativen Verwaltung ab 1868 zum Bezirk Luditz. Nach dem Ersten Weltkrieg wurde Tschies 1919 der neu geschaffenen Tschechoslowakei zugeschlagen. In Folge des Münchner Abkommens gehörte Tschies von 1938 bis 1945 zum Landkreis Luditz, Regierungsbezirk Eger, im Reichsgau Sudetenland des Deutschen Reichs. Nach Ende des Zweiten Weltkriegs wurde die einheimische deutsche Bevölkerung in den Jahren 1945–1946 vertrieben. 

## Sehenswürdigkeiten
- Kapelle St. Johannes und Paul